# 시호 (식물)
시호(柴胡)는 미나리과에 딸린 여러해살이풀이다. 유라시아 전역에 분포하며 한국에서는 약초로 재배하기도 한다. 높이는 40-70cm 정도이며, 줄기는 가늘고 털이 없다. 잎은 나란히맥이 세로로 길게 발달해 마치 외떡잎식물의 잎처럼 보인다. 꽃은 노란색을 띠며, 8-9월에 원줄기 끝과 가지 끝에서 겹산형 꽃차례로 무리지어 핀다. 굵게 발달한 뿌리에는 사포닌과 지방유가 들어 있는데, 한방에서 보통 진통제와 해열제로 사용된다.

## 관리 및 번식법
관리법 : 산지에서 약용으로 재배한다. 부엽질이 많고 물 빠짐이 좋은 곳에 심는다. 물은 3~4일 간격으로 준다.
번식법 : 10월에 결실하는 종자를 바로 화분에 뿌리는 것이 좋고 종자를 종이에 싸서 냉장보관 후 이듬해 봄에 뿌리면 발아율이 낮아진다. 이른 봄 새싹이 올라올 때 포기나누기를 한다.

## 사진과 그림

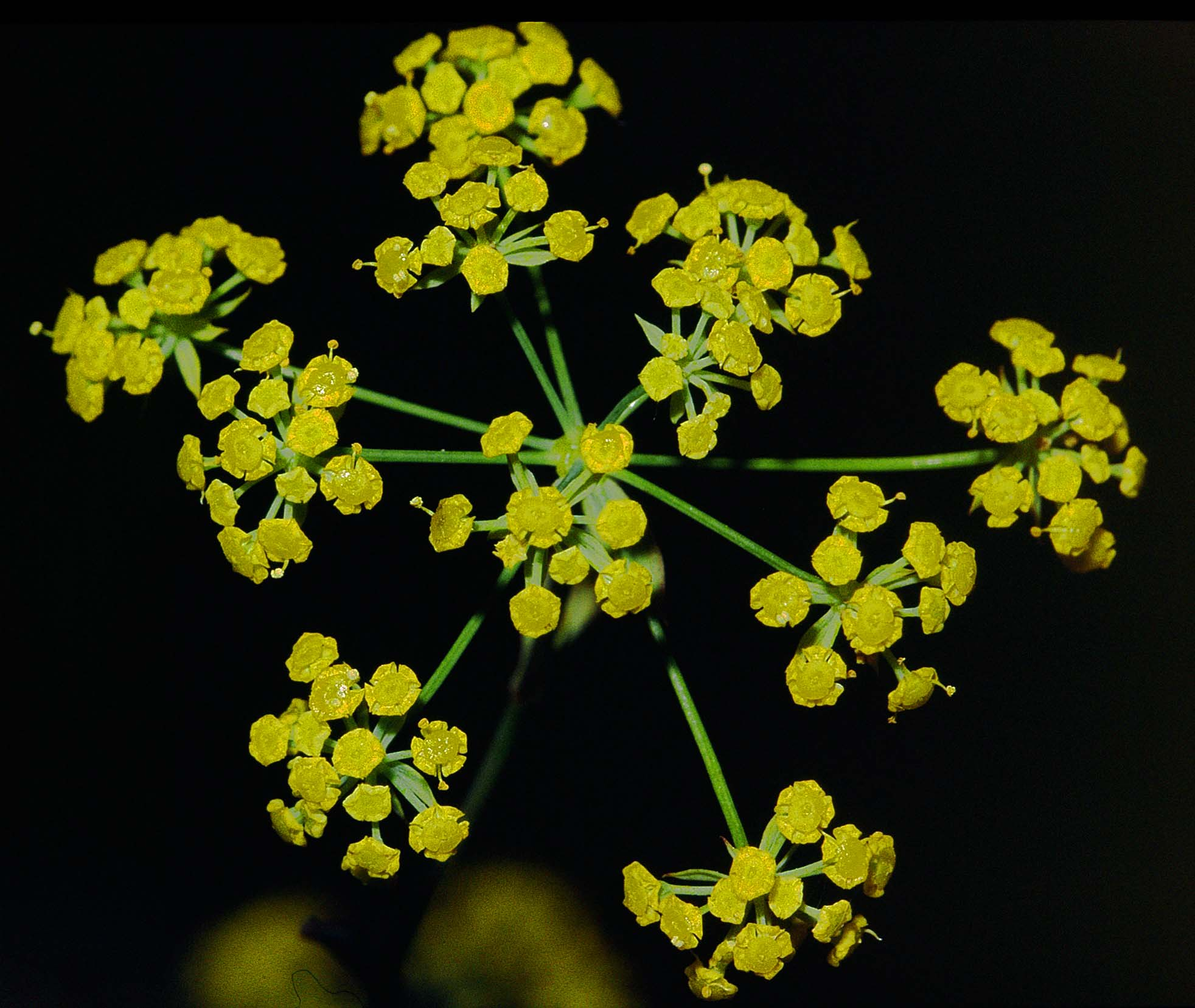
꽃
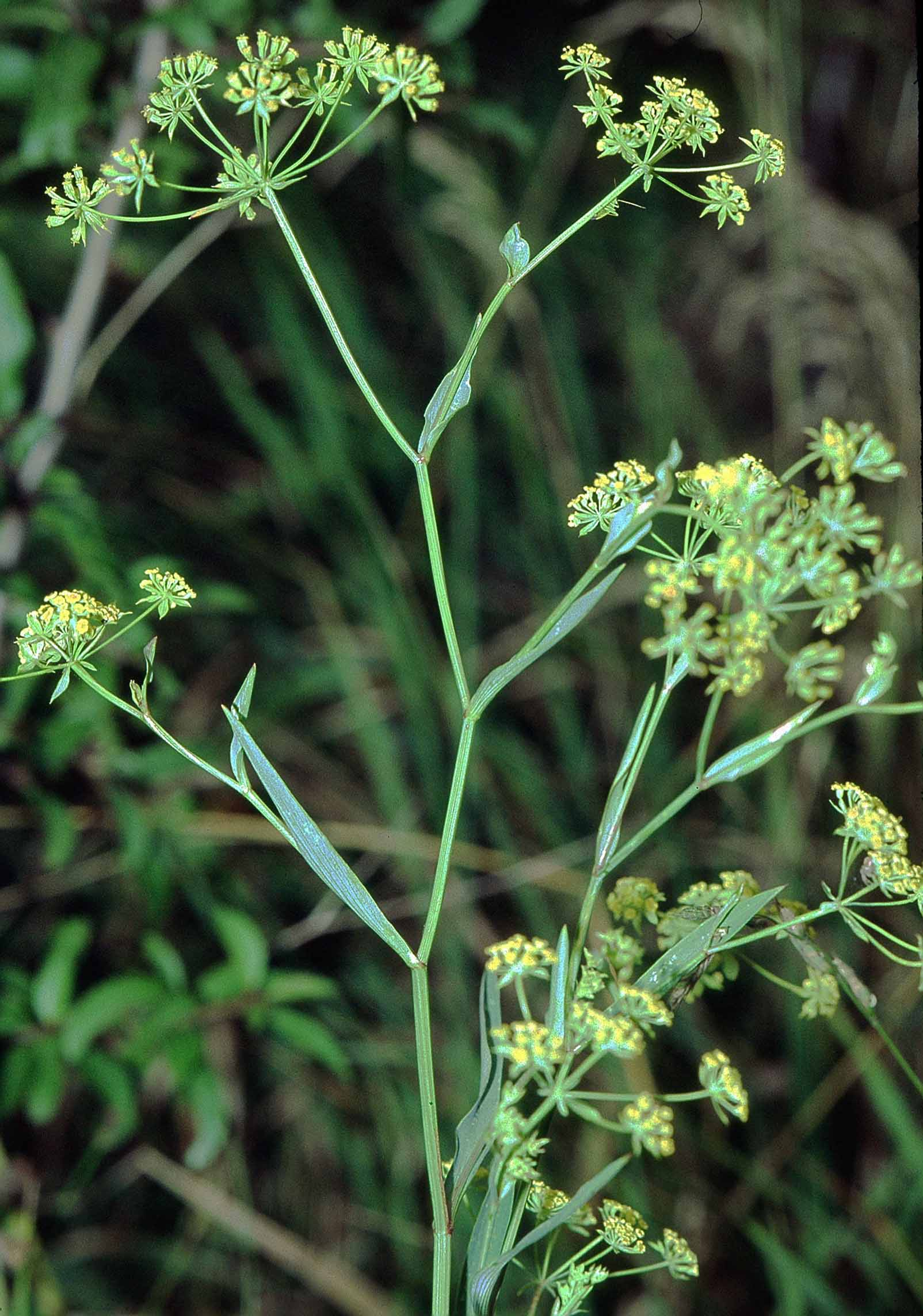
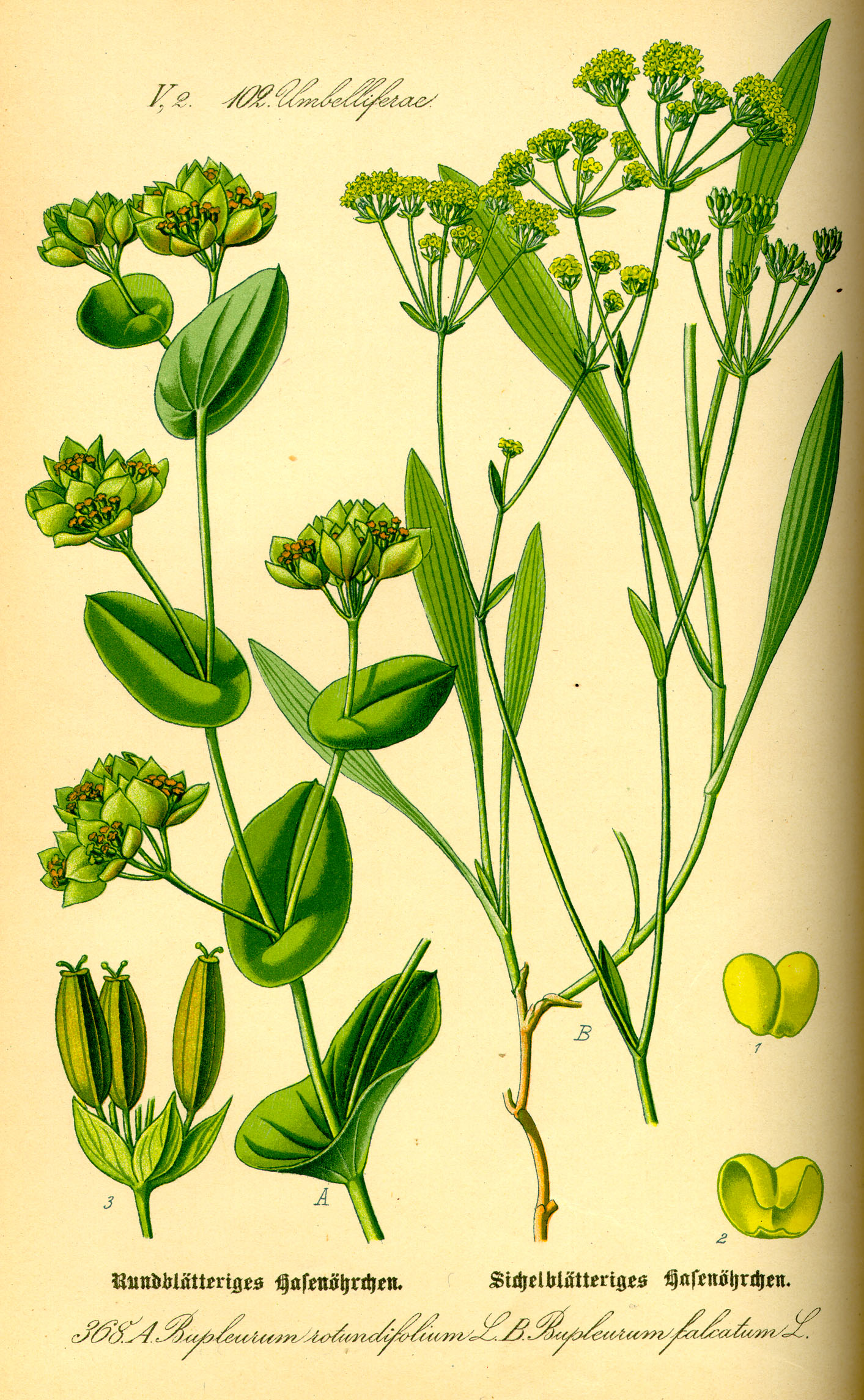

## 참고 문헌
- 이 문서에는 다음커뮤니케이션(현 카카오)에서 GFDL 또는 CC-SA 라이선스로 배포한 글로벌 세계대백과사전의 내용을 기초로 작성된 글이 포함되어 있습니다.